# Tommy Godwin (1912–1975)
Tommy Godwin, właśc. Thomas Edward Godwin (ur. 1912 Stoke-on-Trent, zm. 1975, Wielka Brytania) – brytyjski kolarz, rekordzista długodystansowej jazdy rowerem. W 1939 ustanowił rekord dystansu przejechanego rowerem w czasie roku (120 805 km, 75 065 mil), jest również osobą, która najszybciej przejechała dystans 100 000 mil (160 000 km).

## Młodość
Urodzony w 1912 roku Godwin pracował jako rowerowy dostawca warzyw (inne źródło podaje, że pracował jako gazeciarz).
Jako amator był członkiem Potteries CC, później Birchfield CC, a następnie wstąpił do drużyny Rickmansworth Cycling Club, gdzie przeszedł na zawodowstwo. W czasie swojej amatorskiej i zawodowej kariery zwyciężył w przeszło 200 wyścigach i rajdach rowerowych.

## Rekord życiowy
1 stycznia 1939 o godzinie 5 rano Godwin (początkowo wspierany przez producentów rowerów: Raleigh Bicycle Company i Sturmey-Archer) rozpoczął ustanawianie swojego rekordu życiowego w jeździe długodystansowej. Towarzyszyli mu dwaj inni kolarze: Edward Swann (uległ wypadkowi po przejechaniu niespełna 1000 mil) i Bernard Bennett, który rywalizował z Godwinem przez resztę roku. Rower Godwina, ufundowany przez jego pracodawcę i producenta rowerów „Ley TG Special” miał trzy biegi i ważył przeszło 14 kg. Po przejechaniu przeszło 40 000 km, rower Ley został zastąpiony 4-biegowym rowerem „Raleigh Record Ace”. 21 czerwca 1939 przejechał najdłuższy dzienny dystans, w ciągu 18 godzin pokonując 581 km. 26 października 1939 wjechał na Trafalgar Square w Londynie, przekraczając tym samym poprzedni rekord jazdy długodystansowej, ustanowiony w 1937 przez Australijczyka Ossie Nicholsona (100 837 km). Kontynuował jazdę, osiągając w sylwestrowy wieczór 1939 dystans 120 805 km.
Godwin zwieńczył podróż 14 maja 1940, przejeżdżając w czasie 500 dni dystansu 100 000 mi (160 934,4 km). Podczas codziennej, trwającej przeszło 16 miesięcy jazdy, przejeżdżał dziennie dystans średnio ok. 320 km. Po tym wyczynie kolarz tygodniami uczył się normalnie chodzić. Podczas rekordowej jazdy poruszał się po różnych nawierzchniach, nierzadko poza szosami, dodatkowych trudności przysparzał mu wybuch wojny, w wyniku którego w kraju obowiązywało zaciemnienie. Również rowerzyści byli zobowiązani do nieużywania jaskrawych źródeł światła, mogących być widocznymi przez prowadzących naloty niemieckich lotników. W czasie wielogodzinnych jazd nocnych, Godwin do wytwarzania prądu niezbędnego do użycia lampki używał dynama, napędzanego obrotami koła i przysparzającego dodatkowych oporów. W czasie jazdy Tommy był zdany na samego siebie w przypadku awarii technicznej.

## Późniejsze życie
Po ustanowieniu rekordu Tommy podjął służbę w RAF. 

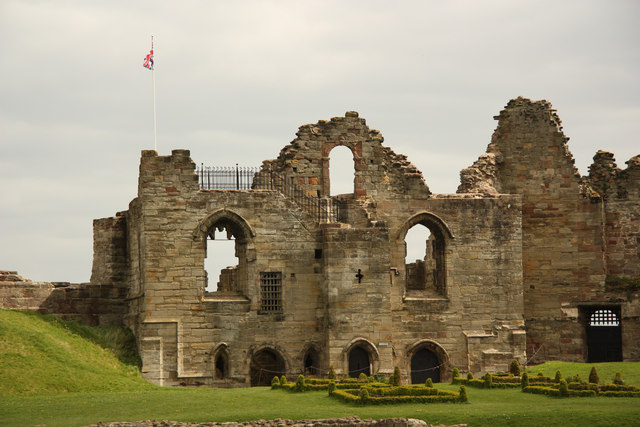
ruiny zamku Tutbury

Po 1945 próbował powrócić do sportu amatorskiego, jednak władze kolarskie mu to uniemożliwiły. Został trenerem drużyny Stone Wheelers.
Zmarł w wieku 63 lat w czasie wycieczki rowerowej do zamku Tutbury.
Jego rekord, który wpisano do księgi rekordów Guinnessa, pobity został dopiero w styczniu 2016 przez Amerykanina Kurta Searvogela.